# Pombas
Pombas è un centro abitato di Capo Verde, situato sull'isola di Santo Antão.